# Ugo Merio
Ugo Merio (né à une date inconnue et mort à une date inconnue) est un joueur de football italien, qui évoluait au poste d'attaquant.

## Biographie
Il débute avec le club de la Juventus lors de la saison 1905, jouant son premier match avec les bianconeri le 5 mars 1905 lors d'une victoire 3-0 contre l'US Milanese.
Il est surtout connu pour son rôle dans la conquête du premier Scudetto (champion d'Italie) du club piémontais lors de la saison 1905, gagné notamment avec d'autres joueurs connus du club tels que Gioacchino Armano ou Giovanni Goccione.
Il quitte le club turinois lors de la fin de la saison.

## Palmarès
Juventus
- Championnat d'Italie (1) :
  - Champion : 1905.